# Castalagine
La castalagine est un ellagitanin.
C'est une molécule contenant deux motifs d'acide hexahydroxydiphénique et d'acide nonahydroxytriphénique liés à une molécule de glucose ouverte. La castalagine est l'isomère de la vescalagine, marqué par la position béta du carbone 33.
La castalagine peut être isolée du bois de chêne (Quercus sp.) et de châtaignier (Castanea sativa). 
On la trouve aussi dans Anogeissus leiocarpus, le bouleau d'Afrique.
Elle peut aussi être trouvée dans certains vins élevés en fûts de chêne.
La castalagine, est un polyphénol du fruit camu-camu d'Amazonie.
Les roburines A et D sont des dimères de la castalagine.
La grandinine est un glycoside de la castalagine lié au pentose lyxose.